# Quiet Is the New Loud
Quiet Is the New Loud – debiutancki album norweskiego duetu indie folkowego Kings of Convenience, wydany na początku 2001 roku.

## Lista utworów
1. Winning a Battle, Losing the War – 3:54
2. Toxic Girl – 3:09
3. Singing Softly to Me – 3:09
4. I Don't Know What I Can Save You From – 4:37
5. Failure – 3:33
6. The Weight of My Words – 4:07
7. The Girl from Back Then – 2:29
8. Leaning against the Wall – 3:18
9. Little Kids – 3:46
10. Summer on the Westhill – 4:33
11. The Passenger – 3:13
12. Parallel Lines – 5:11